# Мингнаров, Тагаймурад
 Тагаймурад Мингнаров (узб.  Tog’aymurod Mingnorov; 3 февраля 1948, село Хужасоат Денауского района Сурхандарьинской области, Узбекская ССР, СССР — 27 мая 2003) — советский и узбекский писатель, драматург, народный писатель Узбекистана. Член Союза писателей Узбекистана.

## Биография
Тагай Мурад, Тагаймурад Мингнаров, родился 3 февраля 1948 года в селе «Жужасоат» Денаусского района Сурхандарьинской области. Учился в Ташкентском государственном университете. В 1985—1987 годах учился в Литературном институте имени Горького в Москве. С 1972 года работал на Республиканском радио, в 1982—1984 годах работал в журнале «Фан ва турмуш».
В 1994 году писателю была присуждена Республиканская премия имени Абдулла Кадыри.
В 1999 году удостоен звания народного писателя Узбекистана.
Им были переведены на узбекский язык роман Дж. Лондона «Маленькая хозяйка большого дома» и его рассказы, а в 1989 году он перевел на узбекский язык книгу Е.Стетона-Томпсона «Юные дикари».
В 1977 году вышла его повесть «Звезды горят вечно», 1979 году был опубликован роман «Отцовские поля», в 1983 году вышла повесть «Люди, идущие при лунном свете» и др.
По роману Тагаймурад Мингнарова в 1997 году был снят фильм Отчие долины.
Тагаймурад Мингнаров скончался 27 мая 2003 года в Ташкенте.